# Порздневское сельское поселение
По́рздневское се́льское поселе́ние — муниципальное образование в Лухском районе Ивановской области Российской Федерации.
Административный центр — село Порздни.

## Географические данные
- Общая площадь: 437,90 км²
- Расположение: восточная часть Лухского района
- Граничит:
  - на севере — с Кинешемским районом Ивановской области
  - на северо-востоке — с Ёлнатским сельским поселением Юрьевецкого муниципального района Ивановской области
  - на западе — с Тимирязевским и Благовещенским сельскими поселениями
  - на юге — с Верхнеландеховским районом Ивановской области
  - на востоке — с Пучежским районом Ивановской области

## История
История Порздневской волости:
- XII—XV вв. — Крепость «Порздно» на реке «Порздна».
- XV в. «Порздня» находится в земельных владениях князей Бельских, становится селом (здесь строится церковь, скорее всего деревянная).
- XVI в. Порздна входит в Мыцкий (Мытский) стан Суздальского уезда Стародубского княжества. После прекращения рода Стародубских их земли отписаны на царя.
- XVII в. Порздна Мыцкого (Мытского) стана Суздальского уезда Замосковного края отдано в вотчину князю Куракину.
- XVIII в. Порздня — центр барской вотчины графа А. Б. Бутурлина.
- 1797 год — Порздня вошло в Юрьевецкий уезд Костромской губернии.
- XIX в. С 60-х годов XIX века Порздни — центр самой большой волости Юрьевецкого уезда Костромской губернии.
- 1918 год — Порздневская волость, центр — село Порздни включена в Иваново-Вознесенскую губернию в составе Юрьевецкого уезда.
- 1924 год — Организован исполнительный комитет Порздневского сельского Совета депутатов трудящихся.
- 1924 год — Порздневская волость укрупнена за счет Ново-Воскресенской и Якушевской волостей. В неё вошли девять сельских Советов: Жуковский, Макаровский, Марищенский, Ново- Воскресенский, Осоковский, Русиновский, Филинский, Якушевский.
- 1929 год — Порздневская волость ликвидирована, и Порзднеский сельский Совет вошел в Пучежский район.
- 1935 год — Образован Лухский район. Порздневский сельский Совет депутатов трудящихся вошел в подчинение Лухского района.
- 1954 год — Произведено укрупнение сельских Советов. Порздневский, Осоковский и Филинский вошли в Порздневский сельский Совет.
- 1963 год — Лухский район ликвидирован. Порздневский сельский Совет передан Пучежскому району.
- 1965 год — Лухский район образован вновь. Порздневский сельский Совет депутатов трудящихся перешел в подчинение Лухского района.

Образовано 25 февраля 2005 года, в соответствии с Законом Ивановской области N 45-ОЗ «О городском и сельских поселениях в Лухском муниципальном районе». С 10 декабря 2009 года, после присоединения бывших Быковского и Нововоскресенского поселений, количество населённых пунктов увеличилось с 29 до 56.

## Население
| 2002  | 2010  | 2011  | 2012  | 2013  | 2014  | 2015  |
| ----- | ----- | ----- | ----- | ----- | ----- | ----- |
| 2535  | ↘2374 | ↘2368 | ↘2315 | ↘2251 | ↘2170 | ↘2099 |
| 2016  | 2017  | 2018  | 2019  | 2020  | 2021  |       |
| ↘2065 | ↘2047 | ↘1985 | ↘1951 | ↘1923 | ↘1853 |       |

## Населённые пункты
В состав сельского поселения входят 56 населённых пунктов.
| №  | Населённый пункт     | Тип населённого пункта | Население |
| -- | -------------------- | ---------------------- | --------- |
| 1  | Агафоновская         | деревня                | 0         |
| 2  | Алешково             | деревня                | 2         |
| 3  | Апаринская           | деревня                | 0         |
| 4  | Блиниха              | деревня                | 46        |
| 5  | Быково               | деревня                | ↗353      |
| 6  | Васинская            | деревня                | 12        |
| 7  | Вишня                | деревня                | 71        |
| 8  | Воронино             | деревня                | 0         |
| 9  | Воскресенское Новое  | село                   | ↘40       |
| 10 | Воскресенское Старое | село                   | ↗16       |
| 11 | Высоково             | деревня                | 7         |
| 12 | Глазуново            | деревня                | 12        |
| 13 | Городилово           | деревня                | 37        |
| 14 | Деревеньки           | деревня                | 35        |
| 15 | Добрица              | село                   | ↘15       |
| 16 | Дреневская           | деревня                | 5         |
| 17 | Дубовое              | деревня                | 0         |
| 18 | Еловки               | деревня                | 7         |
| 19 | Жуковка              | деревня                | 2         |
| 20 | Игнатьевская         | деревня                | 6         |
| 21 | Каблуковка           | деревня                | 0         |
| 22 | Каликино             | деревня                | 20        |
| 23 | Камешково            | деревня                | 4         |
| 24 | Климовская           | деревня                | 19        |
| 25 | Клоны                | деревня                | ↘4        |
| 26 | Кокоурово            | деревня                | 42        |
| 27 | Корсаково            | деревня                | 4         |
| 28 | Кружково             | деревня                | 14        |
| 29 | Кужлево              | деревня                | 10        |
| 30 | Кузнечиха            | деревня                | 10        |
| 31 | Кунино               | деревня                | 43        |
| 32 | Лисенки              | деревня                | 0         |
| 33 | Макаровское          | село                   | ↘4        |
| 34 | Маньшино Большое     | деревня                | 24        |
| 35 | Мартыново            | деревня                | 12        |
| 36 | Медведево            | деревня                | 7         |
| 37 | Моденовская          | деревня                | 0         |
| 38 | Осоково              | деревня                | 103       |
| 39 | Порздни              | село                   | ↗857      |
| 40 | Потаниха             | деревня                | 2         |
| 41 | Преснячиха           | деревня                | 11        |
| 42 | Райки                | деревня                | 4         |
| 43 | Русиновская          | деревня                | 214       |
| 44 | Сваруха              | деревня                | 73        |
| 45 | Серковка             | деревня                | 10        |
| 46 | Смиренино            | деревня                | ↘112      |
| 47 | Станово              | деревня                | 13        |
| 48 | Старинская           | деревня                | 16        |
| 49 | Суровцы              | деревня                | 10        |
| 50 | Тепловская           | деревня                | 4         |
| 51 | Федосово             | деревня                | 9         |
| 52 | Федотиха             | деревня                | 46        |
| 53 | Федьково             | деревня                | 0         |
| 54 | Филино               | деревня                | 7         |
| 55 | Филинская            | деревня                | 0         |
| 56 | Хахалино             | деревня                | 0         |

## Руководство
Глава администрации — Красильников Роман Юрьевич.
Администрация сельского поселения находится по адресу: 155284, Ивановская обл., Лухский район, с. Порздни, ул. Советская, д. 17. 